# 勒格蘭德 (加利福尼亞州)
勒格蘭德（英語：Le Grand）是位於美國加利福尼亞州默塞德縣的一個人口普查指定地區。

## 地理
勒格蘭德的座標為37°13′43″N 120°14′54″W / 37.22861°N 120.24833°W，而該地最高點為海拔高度77米（即253英尺）。

## 人口
根據2010年美國人口普查的數據，勒格蘭德的面積為2.953平方千米，均為陸地。當地共有人口1659人，而人口密度為每平方千米561人。